# Stenus indigens
Stenus indigens är en skalbaggsart som beskrevs av Thomas Casey. Stenus indigens ingår i släktet Stenus och familjen kortvingar. Inga underarter finns listade i Catalogue of Life.